# Bahnstrecke Frýdlant v Čechách–Jindřichovice pod Smrkem
| Kursbuchstrecke (SŽ): | 039                  |                                                                    |                                                  |
| Streckenlänge: | 25,694 km            |                                                                    |                                                  |
| Spurweite: | 1435 mm (Normalspur) |                                                                    |                                                  |
| Streckengeschwindigkeit: | 50 km/h              |                                                                    |                                                  |
| |                      |                                                                    |                                                  |
| \| \| \| von Pardubice hl. n. (vorm. SNDVB) \| \| \| \| 0,000 \| Frýdlant v Čechách früher Friedland in Böhmen \| 300 m \| \| \| \| Schmalspurbahn nach Heřmanice (vorm. FrBB) \| \| \| \| \| nach Zawidów (vorm. SNDVB) \| \| \| \| \| Frýdlant v Čechách–Heřmanice \| \| \| \| \| Smědá (Wittig) \| \| \| \| 1,906 \| Frýdlant v Čechách předměstí früher Friedland Vorstadt \| 315 m \| \| \| \| Řasnice (früher Rasnitz) \| \| \| \| 4,357 \| Krásný Les bažantnice früher Schönwald Fasangarten \| 335 m \| \| \| 6,064 \| Krásný Les früher Schönwald \| 350 m \| \| \| 7,796 \| Řasnice früher Rückersdorf \| 365 m \| \| \| 8,780 \| Řasnice zastávka früher Rückersdorf Hp \| 380 m \| \| \| \| vlečka Hajniště \| \| \| \| 11,604 \| Hajniště früher Hegewald \| 425 m \| \| \| \| Lomnice (Lunzbach) \| \| \| \| \| Lomnice (Lunzbach) \| \| \| \| 14,256 \| Nové Město pod Smrkem früher Neustadt (Tafelfichte) \| 455 m \| \| \| 18,966 \| Horní Řasnice früher Bärnsdorf (Tafelfichte) \| 405 m \| \| \| 21,355 \| Jindřichovice pod Smrkem-Skanzen früher Srbská, davor Wünschendorf \| 385 m \| \| \| 23,259 \| Jindřichovice pod Smrkem früher Heinersdorf \| 390 m \| \| \| 25,694 \| Staatsgrenze Tschechien–Polen \| Staatsgrenze Tschechien–Polen \| \| \| \| nach Gryfów Śląski (vorm. Preußische Staatsbahn) \| \| \| \| \| \| \| \| Quellen: [1] \| \| \| \| |                      |                                                                    |                                                  |
| Strecke |                      | von Pardubice hl. n. (vorm. SNDVB)                                 | von Pardubice hl. n. (vorm. SNDVB)               |
| Bahnhof | 0,000                | Frýdlant v Čechách früher Friedland in Böhmen                      | 300 m                                            |
| Abzweig geradeaus und ehemals nach rechts |                      | Schmalspurbahn nach Heřmanice (vorm. FrBB)                         | Schmalspurbahn nach Heřmanice (vorm. FrBB)       |
| Abzweig geradeaus und nach links |                      | nach Zawidów (vorm. SNDVB)                                         | nach Zawidów (vorm. SNDVB)                       |
| Kreuzung geradeaus unten (Querstrecke außer Betrieb) |                      | Frýdlant v Čechách–Heřmanice                                       | Frýdlant v Čechách–Heřmanice                     |
| Brücke über Wasserlauf |                      | Smědá (Wittig)                                                     | Smědá (Wittig)                                   |
| Haltepunkt / Haltestelle | 1,906                | Frýdlant v Čechách předměstí früher Friedland Vorstadt             | 315 m                                            |
| Brücke über Wasserlauf |                      | Řasnice (früher Rasnitz)                                           | Řasnice (früher Rasnitz)                         |
| Haltepunkt / Haltestelle | 4,357                | Krásný Les bažantnice früher Schönwald Fasangarten                 | 335 m                                            |
| Haltepunkt / Haltestelle | 6,064                | Krásný Les früher Schönwald                                        | 350 m                                            |
| Bahnhof | 7,796                | Řasnice früher Rückersdorf                                         | 365 m                                            |
| Haltepunkt / Haltestelle | 8,780                | Řasnice zastávka früher Rückersdorf Hp                             | 380 m                                            |
| Abzweig geradeaus und von rechts |                      | vlečka Hajniště                                                    | vlečka Hajniště                                  |
| Haltepunkt / Haltestelle | 11,604               | Hajniště früher Hegewald                                           | 425 m                                            |
| Brücke über Wasserlauf |                      | Lomnice (Lunzbach)                                                 | Lomnice (Lunzbach)                               |
| Brücke über Wasserlauf |                      | Lomnice (Lunzbach)                                                 | Lomnice (Lunzbach)                               |
| Bahnhof | 14,256               | Nové Město pod Smrkem früher Neustadt (Tafelfichte)                | 455 m                                            |
| Bahnhof | 18,966               | Horní Řasnice früher Bärnsdorf (Tafelfichte)                       | 405 m                                            |
| Haltepunkt / Haltestelle | 21,355               | Jindřichovice pod Smrkem-Skanzen früher Srbská, davor Wünschendorf | 385 m                                            |
| Kopfbahnhof Strecke ab hier außer Betrieb | 23,259               | Jindřichovice pod Smrkem früher Heinersdorf                        | 390 m                                            |
| Grenze (Strecke außer Betrieb) | 25,694               | Staatsgrenze Tschechien–Polen                                      | Staatsgrenze Tschechien–Polen                    |
| Strecke (außer Betrieb) |                      | nach Gryfów Śląski (vorm. Preußische Staatsbahn)                   | nach Gryfów Śląski (vorm. Preußische Staatsbahn) |
| |                      |                                                                    |                                                  |
| Quellen: |                      |                                                                    |                                                  |

Die Bahnstrecke Frýdlant v Čechách–Jindřichovice pod Smrkem ist eine regionale Eisenbahnverbindung in Tschechien, die ursprünglich durch die Friedländer Bezirksbahnen (FrBB) als staatlich garantierte Lokalbahn erbaut und betrieben wurde. Sie zweigt in Frýdlant v Čechách (Friedland in Böhmen) von der Bahnstrecke Pardubice–Zawidów ab und führt am Fuß des Isergebirges über Nové Město pod Smrkem (Neustadt an der Tafelfichte) nach Jindřichovice pod Smrkem (Heinersdorf an der Tafelfichte), wo sie in die heute stillgelegte Bahnstrecke Gryfów Śląski–Jindřichovice pod Smrkem einmündete.
Nach einem Erlass der tschechischen Regierung ist die Strecke seit dem 20. Dezember 1995 als regionale Bahn („regionální dráha“) klassifiziert.

## Geschichte
Am 8. September 1900 erhielt der Bezirksausschuss Friedland in Böhmen „die erbetene Concession zum Baue und Betriebe einer als normalspurige Localbahn auszuführenden Locomotiveisenbahn von der Station Friedland der Süd-Norddeutschen Verbindungsbahn bis zur Reichsgrenze nächst Heinersdorf“ erteilt. Teil der Konzession war die Verpflichtung, die Strecke innerhalb von zwei Jahren fertigzustellen. Wegen des Anschlusses der Stadt Neustadt an der Tafelfichte wurde die Trasse nicht auf der kürzesten Strecke errichtet, vielmehr verließ diese bei Rückersdorf das Rasnitztal und führte in einer Kehre um Hegewald nach Neustadt. Eröffnet wurde die neue Lokalbahn bis Heinersdorf am 2. August 1902.
Am 1. November 1904 ging auch die grenzüberschreitende Strecke in Richtung Greiffenberg in Schlesien (heute: Gryfów Śląski, Polen) in Betrieb. Den Betrieb führte die Friedländer Bezirksbahnen selbst. Die grenzüberschreitende Strecke Heinersdorf–Greiffenberg betrieb die Preußische Staatsbahn, ab 1920 die Deutsche Reichsbahn.
Am 1. Januar 1925 wurden die Friedländer Bezirksbahnen verstaatlicht. Die Strecke gehörte nun zum Netz der Tschechoslowakischen Staatsbahnen (ČSD).
Nach der Angliederung des Sudetenlandes an Deutschland im Herbst 1938 kam die Strecke zur Deutschen Reichsbahn, Reichsbahndirektion Dresden. Im Reichskursbuch war die Verbindung nun als KBS 160g Friedland (Isergebirge)–Heinersdorf (Tafelfichte) enthalten. Nach dem Ende des Zweiten Weltkriegs am 8. Mai 1945 kam die Strecke wieder vollständig zu den ČSD, der grenzüberschreitende Verkehr ins nunmehr unter polnischer Verwaltung stehende Schlesien wurde nicht wieder aufgenommen. Allerdings betrieb die Polnische Staatsbahn (PKP) nach 1945 für einige Zeit einen privilegierten Durchgangsverkehr nach Zawidów (Seidenberg), da der dortige Bahnhof bis 1948 keine Verbindung zum übrigen polnischen Bahnnetz hatte.

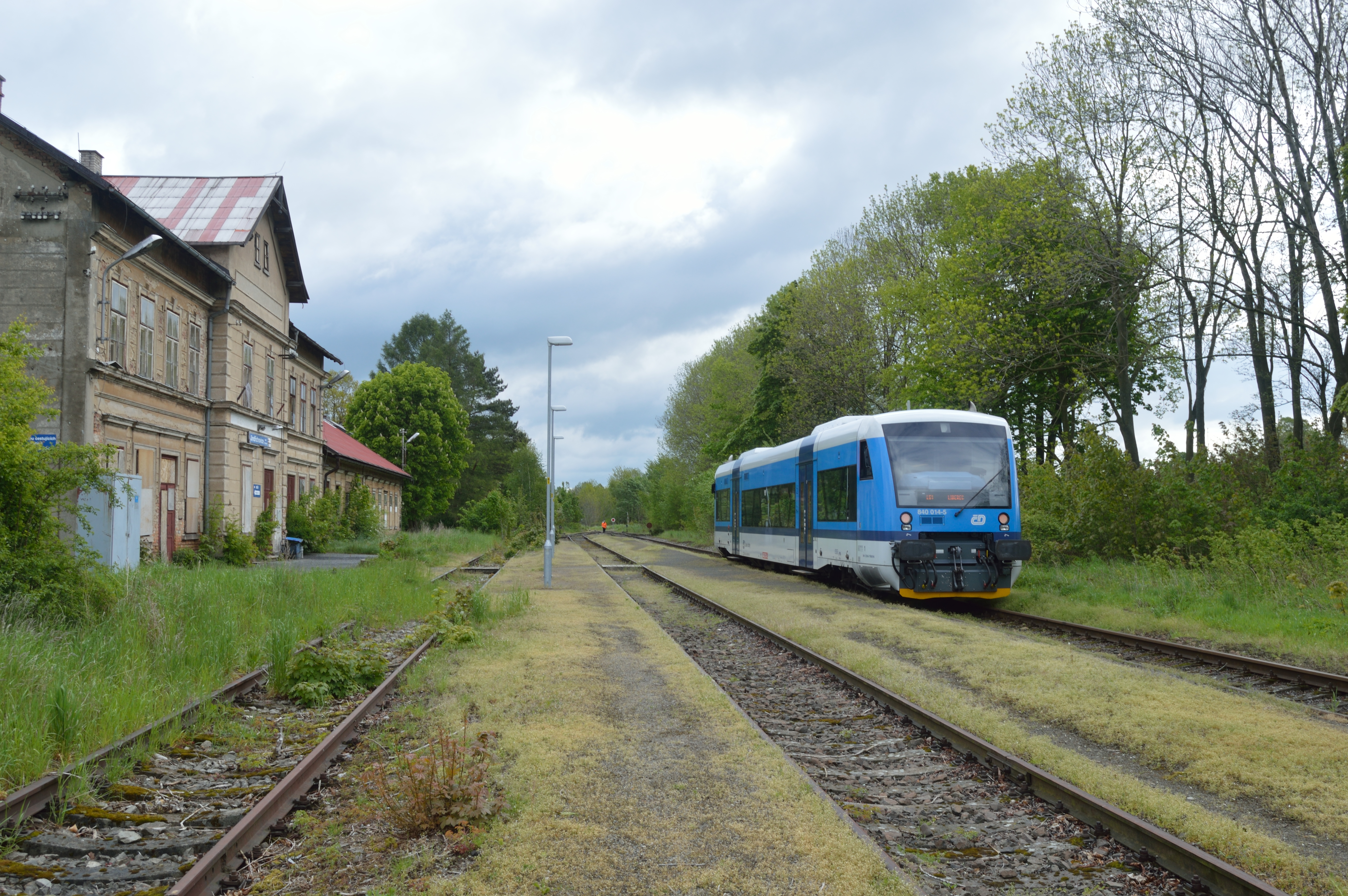
Bahnhof Jindřichovice pod Smrkem (2014)

Am 1. Januar 1993 ging die Strecke im Zuge der Auflösung der Tschechoslowakei an die neu gegründeten České dráhy (ČD) über. Der Fahrplan 2009 sah werktags insgesamt 13 Reisezugpaare vor, die in einem angenäherten Zweistundentakt verkehrten.
Im Zusammenhang mit den Planungen zur Reaktivierung der Bahnstrecke Gryfów Śląski–Świeradów-Zdrój in Polen gab es seitens der Wojewodschaft Niederschlesien mittlerweile obsolete Überlegungen, auch die grenzüberschreitende Verbindung zwischen Jindřichovice pod Smrkem und Mirsk wieder in Betrieb zu nehmen.
Ab dem Fahrplanwechsel im Dezember 2025 sollen die verbliebenen drei werktäglichen Personenzugpaare zwischen Nové Město pod Smrkem und dem Endpunkt Jindřichovice pod Smrkem eingestellt und durch ein Rufbuslinie mit Kleinbussen ersetzt werden. Lediglich an den Wochenenden sollen weiterhin Reisezüge von und nach Jindřichovice pod Smrkem verkehren.
Die Elektrifizierung der Teilstrecke Frýdlant v Čechách–Nové Město pod Smrkem ist im Rahmen der Dekarbonisierung des Eisenbahnbetriebs bis 2032 vorgesehen.

## Fahrzeugeinsatz
Zum Einsatz kommen Triebwagen der ČD-Baureihen 814 und 840.